# Enrico Maccioni
Enrico Maccioni (Firenze, 9 gennaio 1940 – Ostia, 21 marzo 2023) è stato un pittore italiano.

## Biografia
Nato a Firenze nel 1940 da una famiglia di origine sarda, sin dalla più acerba adolescenza approdò al disegno libero per poi giungere alla pittura di impronta poetica istintiva. Affetto dalla nascita da tetraparesi spastica fu comunque attivo in tutta la sua espressione artistica figurativa: espose dal 1949 a Cagliari, Venezia e Reggio Emilia, fino al 1958 a Roma dove nella Fiera di Roma per la pittura estemporanea conseguì il 1º premio di pittura. Allestì mostre personali a Firenze nel 1960 presso l'Accademia di Musica, Scienze e Arte Italia-Brasile, Galleria d'Arte Internazionale, e a Milano nel 1963 presso la Galleria Montenapoleone. A Iglesias partecipa alla Seconda Biennale d'Arte Internazionale; ancora espose a Ravenna e Forlì nel 1968. Nel 1969 partecipò e vinse a Mantova al "Premio per bianco e nero". In Europa dal 1970 proseguì il suo percorso espositivo da Ragusa a Madrid fino ad Atene con la terza rassegna internazionale "Primavera 1972". Dopo la metà degli anni Settanta, tra mostre nazionali e internazionali, in prevalenza rassegne trattanti stilisticamente arte sacra, Maccioni nel 1981 presentò la sua pittura poetica istintiva paesaggistica nella mostra personale a Palazzo Barberini. 
Nel 1998 venne pubblicata una raccolta di poesie dal titolo Il Fiore della Vita, dove l'artista raccontò la sua storia familiare. Nel 2018 Maccioni ricevette il premio alla carriera dall'organizzazione artistica Inter@rt.
Maccioni è morto il 21 marzo del 2023 ad Ostia.

## Opere nei musei
- Galleria degli Uffizi, Firenze.[5]